# Листи з Землі
«Листи з Землі» (англ. Letters from the Earth) — одна з найбільш антиклерикальних книг американського письменника Марка Твена, у якій піддається жорсткій критиці Біблія, релігійна мораль, діяльність християнських церков тощо.

## Історія
Нариси та нотатки до книги були написані у 1909 році, але за життя цілісний збірник так і не був опублікований. Понад 40 років дочка письменника (Клара Клеменс) супротивилася публікуванню через їдкий їх вміст, але у 1960 році все ж дала згоду і повноцінна книга вийшла у світ через два роки в Нью-Йорку.

## Структура
Книга складається зі вступу та 11 безіменних листів-роздумів. Лише перший з них має назву — «Лист Сатани».